# Mariposa, Kalifornien
Mariposa är administrativ huvudort i Mariposa County, i delstaten Kalifornien, USA. Enligt United States Census Bureau har staden en folkmängd på 2 173 invånare (2010).

## Kända personer från Mariposa
- George Radanovich, politiker
- Jacoby Shaddix, sångare